# Пещера № 1
Пещера № 1 — геологический памятник природы местного значения. Находится в Старобешевском районе Донецкой области возле села Стыла. Статус памятника природы присвоен решением Донецкого областного исполкома № 276 27 июня 1984 года. Площадь — 0,5 га. Представляет собой пещеру около подножия Долгой скалы, которая заполнена водой,